# Обресков, Николай Васильевич
Николай Васильевич Обресков (1764 — март 1821) — московский гражданский губернатор, сенатор, тайный советник из рода Обресковых.

## Биография
Сын капитан-поручика Василия Ивановича Обрескова, младший брат финляндского военного губернатора А. В. Обрескова. Восьми лет от роду был зачислен на службу пажом при дворе императрицы Екатерины II; девять лет спустя был пожалован в камер-пажи, 18 февраля 1785 году поступил поручиком в лейб-гвардии Измайловский полк.
В 1796 году Обресков участвовал в войне с Персией, во время которой ему было поручено отправиться с отрядом для подкрепления города Баку; поручение это он исполнил весьма успешно, заняв Баку своим отрядом 16 июня «внезапно от неприятеля». В 1797 году Обресков был произведён в чин полковника и в следующем же году в генерал-майоры, с назначением командиром гусарского Шевича полка.
10 февраля 1799 года Обресков без награждения чином был уволен и не занимал никакой должности до 1803 года, когда был избран московским дворянством в дмитровские уездные предводители дворянства. В конце 1806 года, во время сбора земского ополчения, Обресков был избран и утвержден дмитровским уездным начальником милиции, а два года спустя московским губернским предводителем дворянства.
25 июня 1810 года последовал Высочайший указ о назначении Обрескова московским гражданским губернатором, с производством его в тайные советники. В этой должности Обресков проявил себя с очень хорошей стороны своими многочисленными, разумными мероприятиями и распоряжениями и снискал себе особенное доверие императора Александра I. 17 июля 1810 года Обресков был произведен в сенаторы, с назначением заседать во II отделении 6-го департамента Сената и с оставлением в должности московского гражданского губернатора.
Находился при Бородине, командуя 4-м пехотным полком Московского ополчения, участвовал в боях у Чириковой переправы, под Чернишней и в Тарутинском сражении. 17 февраля 1813 года он был пожалован золотой осыпанной алмазами табакеркой с императорским портретом.

Покойный Николай Васильевич Обресков <…> человек красивый собою, баловень роскоши и неги, умом гибкий и речистый в русском слове— Глинка С. Н. Записки. — СПб.: издание редакции журнала «Русская старина», 1895. — С. 199.
В 1816 году вышел в отставку по болезни. Номинально ему принадлежала подмосковная усадьба Кривякино, хотя фактически ею владел отец писателя И. И. Лажечникова. Много подробностей о частной жизни и характере Обрескова содержится в мемуарах его племянника Д. Н. Свербеева.
После отставки, переехал жить в Симбирск, где на южной окраине города развёл фруктовый сад (назван «Обрезков сад»). В селе Никольское-на-Черемшане имел имение. Умер 13 декабря 1817 года. Похоронен в семейном склепе в месте с братом Александром (1757—1812) на кладбище Симбирского Покровского мужского монастыря.